# Тадија Драгићевић
Тадија Драгићевић (Чачак, 28. јануар 1986) је бивши српски кошаркаш. Играо је на позицијама крилног центра и крила.

## Каријера
Кошарком је почео да се бави у Борцу из Чачка, одакле је са 15 година дошао у Црвену звезду. За први тим Звезде је дебитовао 4. децембра 2004. на мечу против Задра. Ипак, као млад играч није добијао пуно шансе.
Наредне сезоне је био на позајмици у Мега Визури, али га је тадашњи тренер Шакота вратио у Звезду у марту 2006. године. Тада је наговестио свој потенцијал на завршном турниру Јадранске лиге у Сарајеву.
Драгићевић скреће велику пажњу на себе у сезони 2007/08, када уз Омара Кука постаје главни носилац игре Црвене звезде. На Ол-стар утакмици Јадранске лиге 2007. побеђује на такмичењу у брзом шутирању тројки. Био је најкориснији играч Јадранске лиге у сезони 2007/08.
У јануару 2010. Драгићевић споразумно раскида уговор са Црвеном звездом. Након тога потписује уговор са римском Лотоматиком до краја сезоне.
У августу 2010. је потписао једногодишњи уговор са Албом из Берлина.
За сезону 2011/12. Тадија се враћа у Италију и приступа екипи Анђелико Бјеле. Одиграо је 30 утакмица у Серији А и просечно бележио 10,6 поена и 6,4 скока.
У јулу 2012. је потписао једногодишњи уговор са украјинским Азовмашом. Имао је добру сезону, а најбоље партије је пружао у плеј-офу где је на 16 утакмица просечно бележио 16,4 поена и 7,7 скокова.
У октобру 2013. потписује двомесечни уговор са Анадолу Ефесом. Са њима је наступао само у Евролиги. На 10 одиграних утакмица је имао просечно 6,2 поена и 1,9 скокова. Након истека уговора је напустио клуб.
У јануару 2014. се вратио у Црвену звезду потписавши уговор до краја сезоне. Овога пута са црвено-белима освојио је и трофеј у националном купу.
Сезону 2014/15. је био члан француског Стразбура, и са њима је освојио Куп Француске и Куп лидера 2015. године.
На НБА драфту 2008. као 53. пика одабрала га је Јута џез, а права на њега трејдовала је Далас мавериксима у јуну 2012.
Са младом репрезентацијом Србије и Црне Горе је освојио две медаље на Европском првенству - бронзану 2005. и златну 2006. године.

## Успеси

### Клупски
- Црвена звезда:
  - Куп Радивоја Кораћа (1): 2014.
- Стразбур ИГ:
  - Куп Француске (1): 2015.
  - Куп лидера (1): 2015.
- Будућност:
  - Првенство Црне Горе (1): 2015/16.
  - Куп Црне Горе (1): 2016.

### Појединачни
- Најкориснији играч Јадранске лиге (1): 2006/07.
- Идеална стартна петорка Јадранске лиге (1): 2015/16.

### Репрезентативни
- Европско првенство до 20 година:  2006,  2006.